# «Сокіл» (Київ) у сезоні 1984—1985
Найкращий сезон київського «Сокола» в радянський період його історії. Під керівництвом Анатолія Богданова команда здобула бронзові нагороди чемпіонату СРСР 1984/85.

## Турнір у Києві
Підготовку до сезону «Сокіл» розпочав з участі в міжнародному турнірі, який проходив у Києві з восьмого по дванадцяте серпня. Турнір був присвячений сороковій річниці визволення столиці України від німецько-фашистських загарбників. Окрім господарів, у ньому брали участь клуби з міст-побратимів: Братислави («Слован») і Тампере («Ільвес»). Здобувши перемоги в обох матчах, перше місце посіла фінська команда.
| 8 серпня 1984 |

| «Сокіл» (Київ)                                           | 7 : 0 | «Слован» (Братислава) |
| -------------------------------------------------------- | ----- | --------------------- |
| Земченко Малков Наріманов Степанищев — 2 Куликов Юлдашев |       |                       |

| Київ |

| 12 серпня 1984 |

| «Сокіл» (Київ)                      | 5 : 6 | «Ільвес» (Тампере) |
| ----------------------------------- | ----- | ------------------ |
| Єловиков Земченко Куликов — 2 Земко |       | ?                  |

| Київ |

| М | Команда               | І | Пер | Н | Пор | ЗШ | ПШ | О |
| - | --------------------- | - | --- | - | --- | -- | -- | - |
| 1 | «Ільвес» (Тампере)    | 2 | 2   | 0 | 0   | 15 | 7  | 4 |
| 2 | «Сокіл» (Київ)        | 2 | 1   | 0 | 1   | 12 | 6  | 2 |
| 3 | «Слован» (Братислава) | 2 | 0   | 0 | 2   | 2  | 16 | 0 |

У складі „Сокола“ дебютували Петро Малков із саратовського «Кристала» і Раміль Юлдашев із «Салавата Юлаєва». Обидва новачки відзначилися в першому ж матчі, забили по голу братиславському «Словану».

## Турнір газети «Советский спорт»
Традиційний турнір на призи московської газети «Советский спорт» проходив у Таллінні, Ленінграді й Ризі. У латвійській групі змагалися чехословацький ВСЖ, національна збірна Румунії та чотири клуби вищої ліги: ЦСКА, «Іжсталь», «Сокіл» і місцеве «Динамо».
| 1 тур 9 вересня 1984 |

| «Сокіл» (Київ)                                                                    | 13 : 1 | збірна Румунії |
| --------------------------------------------------------------------------------- | ------ | -------------- |
| Юлдашев — 4 Ширяєв — 2 Куликов Синьков Давидов Шастін Степанищев Наріманов Дьомін |        | Хуцану         |

| Рига |

| 2 тур 10 вересня 1984 |

| ВСЖ (Кошице) | 2 : 11 | «Сокіл» (Київ)                                                              |
| ------------ | ------ | --------------------------------------------------------------------------- |
| Божик Водила |        | Наріманов — 3 Степанищев — 2 Дьомін — 2 Шастін Голубович Овчинников Давидов |

| Рига |

| 3 тур 12 вересня 1984 |

| «Іжсталь» (Устинов)          | 4 : 0 | «Сокіл» (Київ) |
| ---------------------------- | ----- | -------------- |
| Веселов — 2 Абрамов Гатаулін |       |                |

| Рига |

| 4 тур 13 вересня 1984 |

| «Сокіл» (Київ)         | 3 : 5 | ЦСКА (Москва)                             |
| ---------------------- | ----- | ----------------------------------------- |
| Давидов Юлдашев Ширяєв |       | Дроздецький С. Гімаєв Герасимов — 2 Биков |

| Рига |

| 5 тур 15 вересня 1984 |

| «Динамо» (Рига)                 | 4 : 6 | «Сокіл» (Київ)                                       |
| ------------------------------- | ----- | ---------------------------------------------------- |
| Семеряк Фроліков Дудін Балдеріс |       | Земченко Юлдашев Овчинников Давидов Дьомін Наріманов |

| Рига |

| М | Команда             | І | Пер | Н | Пор | ЗШ | ПШ | О |
| - | ------------------- | - | --- | - | --- | -- | -- | - |
| 1 | ЦСКА (Москва)       | 5 | 4   | 0 | 1   | 41 | 13 | 8 |
| 2 | «Іжсталь» (Устинов) | 5 | 3   | 1 | 1   | 28 | 22 | 7 |
| 3 | «Сокіл» (Київ)      | 5 | 3   | 0 | 2   | 33 | 16 | 6 |
| 4 | ВСЖ (Кошице)        | 5 | 2   | 1 | 2   | 30 | 34 | 5 |
| 5 | «Динамо» (Рига)     | 5 | 2   | 0 | 3   | 31 | 18 | 4 |
| 6 | Румунія             | 5 | 0   | 0 | 5   | 12 | 72 | 0 |

## Земплінський кубок
З початку грудня до середини січня у чемпіонаті СРСР була перерва. «Сокіл» поїхав до словацького міста Михайлівці, де переміг у міжнародному турнірі.
| 1 тур грудень 1984 |

| ВТЕ (Михайлівці) | 1 : 9 | «Сокіл» (Київ) |
| ---------------- | ----- | -------------- |
|                  |       |                |

| Михайлівці |

| 2 тур грудень 1984 |

| «Вітковіце» (Острава) | 3 : 8 | «Сокіл» (Київ) |
| --------------------- | ----- | -------------- |
|                       |       |                |

| Михайлівці |

| 3 тур грудень 1984 |

| «Слован» (Братислава) | 5 : 9 | «Сокіл» (Київ) |
| --------------------- | ----- | -------------- |
|                       |       |                |

| Михайлівці |

## Товариські матчі
Після закінчення київського турніру «Сокіл» зіграв ще по одному поєдинку з учасниками змагання. Обидва матчі пройшли в один день.
| 14 серпня 1984 |

| збірна Києва                  | 5 : 4 | «Слован» (Братислава) |
| ----------------------------- | ----- | --------------------- |
| Юлдашев — 2 Ширяєв — 2 Дьомін |       | ?                     |

| Київ |

| 14 серпня 1984 |

| «Сокіл» (Київ)                                                             | 10 : 6 | «Ільвес» (Тампере) |
| -------------------------------------------------------------------------- | ------ | ------------------ |
| Наріманов — 2 Синьков — 2 Овчинников — 2 Голубович — 2 В. Сидоров Земченко |        | ?                  |

| Київ |

Під час перебування у Чехословаччині кияни провели товариський поєдинок з командою «Пластика» (Нітра).
| 13 грудня 1984 |

| «Пластика» (Нітра) | 2 : 10 | «Сокіл» (Київ) |
| ------------------ | ------ | -------------- |
|                    |        |                |

| Чехословаччина |

У кінці грудня «Сокіл» поїхав до Фінляндії, де провів низку матчів з місцевими клубами.
| 26 грудня 1984 |

| «Ессят» (Порі) | 4 : 9 | «Сокіл» (Київ) |
| -------------- | ----- | -------------- |
|                |       |                |

| Фінляндія |

| 27 грудня 1984 |

| «Ільвес» (Тампере) | 2 : 4 | «Сокіл» (Київ) |
| ------------------ | ----- | -------------- |
|                    |       |                |

| Фінляндія |

| 29 грудня 1984 |

| «СайПа» (Лаппеенранта) | 3 : 6 | «Сокіл» (Київ) |
| ---------------------- | ----- | -------------- |
|                        |       |                |

| Фінляндія |

| 30 грудня 1984 |

| «Таппара» (Тампере) | 3 : 11 | «Сокіл» (Київ) |
| ------------------- | ------ | -------------- |
|                     |        |                |

| Фінляндія |

| 1 січня 1985 |

| «Кярпят» (Оулу) | 3 : 8 | «Сокіл» (Київ) |
| --------------- | ----- | -------------- |
|                 |       |                |

| Фінляндія |

## Чемпіонат СРСР
У порівнянні з попереднім турніром формула проведення зазнала значних змін. На першому етапові дванадцять клубів провели по два матчі між собою. Команди, які посіли місця з дев'ятого по дванадцяте, в подальшому змагалися з чотирма лідерами першої ліги. Перша вісімка чемпіонату провели двоколовий турнір. За його результатами визначилася трійка команд, яка продовжила боротьбу за чемпіонство. Інші клуби розіграли місця з четвертого по восьме.

### Перше коло
| 1 тур 25 вересня 1984 |

| «Сокіл» (Київ)           | 2 : 2 | «Крила Рад» (Москва) |
| ------------------------ | ----- | -------------------- |
| Голубович 38 Земченко 44 |       | Пряхін 15 Чижмін 58  |

| Палац спорту (Київ) Глядачів: 4 000 Арбітр: В. Якушев |

«Сокіл»: Шундров; Сидоров — Менченков, Ладигін — Васюнін, Ширяєв — Доніка, Татаринов — Горбушин; Наріманов — Голубович — Степанищев, Юлдашев — Куликов — Давидов, Ісламов — Дьомін — Єловиков, Овчинников — Земченко — Шастін.
| 2 тур 29 вересня 1984 |

| «Сокіл» (Київ) | 1 : 1 | «Хімік» (Воскресенськ) |
| -------------- | ----- | ---------------------- |
| Шастін 20      |       | Мишуков 17             |

| Палац спорту (Київ) Глядачів: 4 500 Арбітр: Федосєєв |

«Сокіл»: Шундров; Татаринов — Горбушин, Ширяєв — Менченков, Ладигін — Доніка; Наріманов — Голубович — Степанищев, Юлдашев — Куликов — Давидов, Овчинников — Земко — Земченко, Синьков — Дьомін — Шастін.
| 3 тур 2 жовтня 1984 |

| СКА (Ленінград)      | 2 : 4 | «Сокіл» (Київ)                      |
| -------------------- | ----- | ----------------------------------- |
| Власов 33 Халізов 43 |       | Голубович 4, 15 Шастін 32 Доніка 51 |

| «Ювілейний» (Ленінград) Глядачів: 3 500 Арбітр: В. Козін |

«Сокіл»: Шундров; Татаринов — Горбушин, Ширяєв — Менченков, Ладигін — Доніка; Наріманов — Голубович — Степанищев, Юлдашев — Куликов — Давидов, Шастін — Дьомін — Земченко, Овчинников — Ісламов — Єловиков.
| 4 тур 6 жовтня 1984 |

| «Динамо» (Рига)                    | 3 : 2 | «Сокіл» (Київ)       |
| ---------------------------------- | ----- | -------------------- |
| Береснєв 8 Балдеріс 39 Природін 46 |       | Шастін 20 Давидов 32 |

| Палац спорту (Рига) Глядачів: 4 500 Арбітр: Захаров |

«Сокіл»: Шундров; Татаринов — Горбушин, Ширяєв — Менченков, Ладигін — Доніка; Наріманов — Голубович — Степанищев, Юлдашев — Куликов — Давидов, Шастін — Дьомін — Земченко, Овчинников — Ісламов — Єловиков.
| 5 тур 9 жовтня 1984 |

| «Сокіл» (Київ) | 1 : 5 | «Динамо» (Москва)                                   |
| -------------- | ----- | --------------------------------------------------- |
| Татаринов 21   |       | Яшин 16 Борщевський 24 Варянов 32, 53 Зубрильчев 57 |

| Палац спорту (Київ) Глядачів: 1 000 Арбітр: Губернаторов |

«Сокіл»: Шундров (Васильєв, 55); Татаринов — Горбушин, Ширяєв — Васюнін, Ладигін — Доніка, Менченков; Наріманов — Голубович — Степанищев, Юлдашев — Куликов — Давидов, Овчинников — Ісламов — Шастін, Сидоров — Земко — Єловиков.
| 6 тур 13 жовтня 1984 |

| «Сокіл» (Київ) | 1 : 2 | «Торпедо» (Горький) |
| -------------- | ----- | ------------------- |
| Голубович 41   |       | Варнаков 45, 59     |

| Палац спорту (Київ) Глядачів: 1 000 Арбітр: Галіахманов |

«Сокіл»: Шундров; Татаринов — Горбушин, Ширяєв — Менченков, Сидоров — Доніка; Наріманов — Голубович — Шастін, Юлдашев — Куликов — Давидов, Земченко — Ісламов — Єловиков.
| 7 тур 16 жовтня 1984 |

| «Трактор» (Челябінськ) | 0 : 1 | «Сокіл» (Київ) |
| ---------------------- | ----- | -------------- |
|                        |       | Земко 45       |

| «Юність» (Челябінськ) Глядачів: 3 500 Арбітр: Барінов |

«Сокіл»: Шундров; Татаринов — Горбушин, Ширяєв — Менченков, Сидоров — Доніка, Ладигін; Наріманов — Голубович — Шастін, Юлдашев — Куликов — Давидов, Єловиков — Дьомін — Степанищев, Овчинников — Земко — Земченко.
| 8 тур 20 жовтня 1984 |

| «Автомобіліст» (Свердловськ)                 | 4 : 5 | «Сокіл» (Київ)                      |
| -------------------------------------------- | ----- | ----------------------------------- |
| Федоров 22, 42 В. Татаринов 33 Каменський 54 |       | Юлдашев 17, 33, 49 Наріманов 40, 41 |

| Палац спорту (Свердловськ) Глядачів: 4 500 Арбітр: Федосєєв |

«Сокіл»: Шундров; Ладигін — Горбушин, Ширяєв — Менченков, Сидоров — Доніка, Татаринов; Наріманов — Голубович — Шастін, Юлдашев — Куликов — Давидов, Ісламов — Дьомін — Степанищев, Овчинников — Земко — Єловиков.
| 9 тур 23 жовтня 1984 |

| «Сокіл» (Київ) | 1 : 8 | ЦСКА (Москва)                                                                   |
| -------------- | ----- | ------------------------------------------------------------------------------- |
| Наріманов 40   |       | Зубков 6 Дроздецький 6, 18 Макаров 17 Зибін 19 Крутов 30 Вязмикін 31 Жлуктов 33 |

| Палац спорту (Київ) Глядачів: 4 500 Арбітр: Губернаторов |

«Сокіл»: Шундров (Васильєв, 21); Татаринов — Горбушин, Ширяєв — Васюнін, Сидоров — Доніка, Ладигін — Менченков; Наріманов — Голубович — Шастін, Юлдашев — Куликов — Давидов, Ісламов — Дьомін — Степанищев, Овчинников — Земко — Єловиков.
| 10 тур 27 жовтня 1984 |

| «Сокіл» (Київ)                                                                  | 10 : 4 | «Іжсталь» (Устинов)                          |
| ------------------------------------------------------------------------------- | ------ | -------------------------------------------- |
| Дьомін 6, 22, 39, 57 Давидов 2 Юлдашев 6 Земко 11 Голубович 21 Наріманов 24, 50 |        | Лубнін 24 Абрамов 25 Вахрушев 42 Молчанов 59 |

| Палац спорту (Київ) Глядачів: 2 500 Арбітр: Раскатов |

«Сокіл»: Шундров (Васильєв, 50); Татаринов — Горбушин, Ширяєв — Васюнін, Сидоров — Доніка, Ладигін — Менченков; Наріманов — Голубович — Шастін, Юлдашев — Куликов — Давидов, Земченко — Дьомін — Степанищев, Овчинников — Земко — Єловиков.
| 11 тур 30 жовтня 1984 |

| «Спартак» (Москва) | 0 : 3 | «Сокіл» (Київ)                 |
| ------------------ | ----- | ------------------------------ |
|                    |       | Ширяєв 11 Давидов 26 Шастін 54 |

| Палац спорту (Москва) Глядачів: 2 000 Арбітр: Морозов |

«Сокіл»: Шундров; Татаринов — Горбушин, Ширяєв — Васюнін, Сидоров — Доніка, Ладигін — Менченков; Наріманов — Голубович — Шастін, Юлдашев — Куликов — Давидов, Земченко — Дьомін — Степанищев, Ісламов — Земко — Єловиков.
| М  | Команда                      | І  | Пер | Н | Пор | ЗШ | ПШ | О  |
| -- | ---------------------------- | -- | --- | - | --- | -- | -- | -- |
| 1  | «Динамо» (Москва)            | 11 | 10  | 0 | 1   | 57 | 19 | 20 |
| 2  | ЦСКА (Москва)                | 11 | 8   | 1 | 2   | 59 | 30 | 17 |
| 3  | СКА (Ленінград)              | 11 | 6   | 2 | 3   | 29 | 27 | 14 |
| 4  | «Хімік» (Воскресенськ)       | 11 | 5   | 3 | 3   | 38 | 30 | 13 |
| 5  | «Сокіл» (Київ)               | 11 | 5   | 2 | 4   | 31 | 31 | 12 |
| 6  | «Спартак» (Москва)           | 11 | 5   | 1 | 5   | 37 | 30 | 11 |
| 7  | «Трактор» (Челябінськ)       | 11 | 2   | 6 | 3   | 21 | 24 | 10 |
| 8  | «Динамо» (Рига)              | 11 | 3   | 3 | 5   | 25 | 36 | 9  |
| 9  | «Крила Рад» (Москва)         | 11 | 3   | 3 | 5   | 36 | 49 | 9  |
| 10 | «Торпедо» (Горький)          | 11 | 3   | 2 | 6   | 29 | 45 | 8  |
| 11 | «Іжсталь» (Устинов)          | 11 | 2   | 1 | 8   | 26 | 52 | 5  |
| 12 | «Автомобіліст» (Свердловськ) | 11 | 1   | 2 | 8   | 37 | 52 | 4  |

### Друге коло
| 12 тур 3 листопада 1984 |

| «Динамо» (Москва)                    | 3 : 1 | «Сокіл» (Київ) |
| ------------------------------------ | ----- | -------------- |
| В. Семенов 11 Яшин 16 Фахрутдінов 50 |       | Юлдашев 27     |

| МСА (Москва) Глядачів: 8 000 Арбітр: В. Козін |

«Сокіл»: Шундров; Татаринов — Горбушин, Ширяєв — Васюнін, Сидоров — Доніка, Ладигін — Менченков; Наріманов — Овчинников — Шастін, Юлдашев — Куликов — Давидов, Земченко — Дьомін — Степанищев, Ісламов — Земко — Єловиков.
| 13 тур 6 листопада 1984 |

| «Сокіл» (Київ)                                | 4 : 1 | «Спартак» (Москва) |
| --------------------------------------------- | ----- | ------------------ |
| Наріманов 5 Давидов 6 Степанищев 14 Шастін 39 |       | Тюриков 12         |

| Палац спорту (Київ) Глядачів: 6 500 Арбітр: Галіахматов |

«Сокіл»: Шундров; Ширяєв — Васюнін, Сидоров — Горбушин, Ладигін — Менченков; Наріманов — Голубович — Шастін, Юлдашев — Куликов — Давидов, Земченко — Дьомін — Степанищев, Ісламов — Земко — Єловиков, Овчинников.
| 14 тур 10 листопада 1984 |

| ЦСКА (Москва)                                     | 5 : 2 | «Сокіл» (Київ)       |
| ------------------------------------------------- | ----- | -------------------- |
| Макаров 7 Биков 11, 14 Дроздецький 16 Стариков 35 |       | Дьомін 9 Єловиков 50 |

| Палац спорту (Москва) Глядачів: 7 000 Арбітр: Барінов |

«Сокіл»: Шундров (Васильєв, 30); Татаринов — Горбушин, Ширяєв — Васюнін, Сидоров — Доніка, Ладигін — Менченков; Наріманов — Овчинников — Шастін, Юлдашев — Куликов — Давидов, Земченко — Дьомін — Степанищев, Ісламов — Земко — Єловиков.
| 15 тур 13 листопада 1984 |

| «Іжсталь» (Устинов)                                  | 6 : 3 | «Сокіл» (Київ)                    |
| ---------------------------------------------------- | ----- | --------------------------------- |
| Веселов 10, 30, 55 Крючков 15 Гатаулін 45 Абрамов 60 |       | Юлдашев 14 Давидов 27 Горбушин 58 |

| Палац спорту (Устинов) Глядачів: 4 100 Арбітр: Раскатов |

«Сокіл»: Шундров; Сидоров — Горбушин, Ширяєв — Васюнін, Ладигін — Менченков; Наріманов — Голубович — Шастін, Юлдашев — Куликов — Давидов, Земченко — Дьомін — Степанищев, Ісламов — Земко — Єловиков.
| 16 тур 15 листопада 1984 |

| «Сокіл» (Київ)                                          | 5 : 3 | «Трактор» (Челябінськ)      |
| ------------------------------------------------------- | ----- | --------------------------- |
| Давидов 2 Земченко 21 Наріманов 33 Куликов 42 Шастін 60 |       | Єзовських 6, 24 Махинько 30 |

| Палац спорту (Київ) Глядачів: 5 000 Арбітр: Губернаторов |

«Сокіл»: Шундров; Сидоров — Горбушин, Ширяєв — Васюнін, Ладигін — Менченков, Татаринов; Наріманов — Овчинников — Шастін, Юлдашев — Куликов — Давидов, Земченко — Дьомін — Степанищев, Ісламов — Голубович — Єловиков.
| 17 тур 17 листопада 1984 |

| «Сокіл» (Київ)                                                                       | 10 : 3 | «Автомобіліст» (Свердловськ)      |
| ------------------------------------------------------------------------------------ | ------ | --------------------------------- |
| Давидов 2, 14, 25 Наріманов 9, 26 Куликов 27, 56 Ісламов 30 Горбушин 54 Голубович 50 |        | Кутергін 28 Горбунов 33 Осипов 60 |

| Палац спорту (Київ) Глядачів: 3 500 Арбітр: Федосєєв |

«Сокіл»: Шундров (Васильєв, 46); Татаринов — Горбушин, Ширяєв — Доніка, Ладигін — Менченков, Васюнін — Сидоров; Наріманов — Голубович — Шастін, Юлдашев — Куликов — Давидов, Земченко — Дьомін — Степанищев, Ісламов — Овчинников — Єловиков.
| 18 тур 19 листопада 1984 |

| «Торпедо» (Горький)                            | 4 : 3 | «Сокіл» (Київ)                    |
| ---------------------------------------------- | ----- | --------------------------------- |
| Новоселов 13 Доброхотов 33 Кунін 46 Кудімов 47 |       | Наріманов 1 Ладигін 14 Юлдашев 23 |

| Палац спорту (Горький) Глядачів: 4 300 Арбітр: Галіахманов |

«Сокіл»: Шундров; Татаринов — Горбушин, Ширяєв — Доніка, Ладигін — Менченков; Наріманов — Голубович — Шастін, Юлдашев — Куликов — Давидов, Земченко — Дьомін — Степанищев, Ісламов — Овчинников — Єловиков.
| 19 тур 21 листопада 1984 |

| «Сокіл» (Київ)                                                             | 6 : 3 | «Динамо» (Рига)            |
| -------------------------------------------------------------------------- | ----- | -------------------------- |
| Татаринов 17 Горбушин 44 Наріманов 47 Ісламов 51 Земченко 52 Степанищев 55 |       | Балдеріс 4, 12 Фроліков 10 |

| Палац спорту (Київ) Глядачів: 4 000 Арбітр: Брикін |

«Сокіл»: Шундров; Татаринов — Горбушин, Ширяєв — Доніка, Ладигін — Менченков, Сидоров — Васюнін; Наріманов — Голубович — Шастін, Юлдашев — Куликов — Давидов, Земченко — Дьомін — Степанищев, Ісламов — Овчинников — Єловиков.
| 20 тур 24 листопада 1984 |

| «Сокіл» (Київ)                                                         | 6 : 1 | СКА (Ленінград) |
| ---------------------------------------------------------------------- | ----- | --------------- |
| Куликов 14 Сидоров 25 Степанищев 31 Голубович 33 Ісламов 33 Ладигін 46 |       | Каменєв 56      |

| Палац спорту (Київ) Глядачів: 6 500 Арбітр: Замонін |

«Сокіл»: Шундров (Васильєв, 46); Татаринов — Горбушин, Ширяєв — Доніка, Ладигін — Менченков, Сидоров — Васюнін; Наріманов — Голубович — Шастін, Юлдашев — Куликов — Давидов, Земченко — Дьомін — Степанищев, Ісламов — Овчинников — Єловиков.
| 21 тур 27 листопада 1984 |

| «Хімік» (Воскресенськ) | 2 : 5 | «Сокіл» (Київ)                                             |
| ---------------------- | ----- | ---------------------------------------------------------- |
| Баженов 41 Ломакін 51  |       | Шастін 13 Наріманов 26 Степанищев 32 Юлдашев 35 Давидов 60 |

| «Хімік» (Воскресенськ) Глядачів: 4 100 Арбітр: Раскатов |

«Сокіл»: Шундров; Татаринов — Горбушин, Ширяєв — Доніка, Ладигін — Менченков, Сидоров — Васюнін; Наріманов — Голубович — Шастін, Юлдашев — Куликов — Давидов, Земченко — Дьомін — Степанищев, Ісламов — Овчинников — Єловиков.
| 22 тур 1 грудня 1984 |

| «Крила Рад» (Москва) | 1 : 2 | «Сокіл» (Київ)         |
| -------------------- | ----- | ---------------------- |
| Євстифєєв 44         |       | Юлдашев 6 Голубович 10 |

| «Крила Рад» (Москва) Глядачів: 1 500 Арбітр: Захаров |

«Сокіл»: Шундров; Татаринов — Горбушин, Ширяєв — Васюнін, Ладигін — Менченков; Наріманов — Голубович — Шастін, Юлдашев — Куликов — Давидов, Степанищев — Овчинников — Земченко, Ісламов — Земко — Єловиков.
| М  | Команда                      | І  | Пер | Н | Пор | ЗШ  | ПШ  | О  |
| -- | ---------------------------- | -- | --- | - | --- | --- | --- | -- |
| 1  | «Динамо» (Москва)            | 22 | 19  | 1 | 2   | 107 | 46  | 39 |
| 2  | ЦСКА (Москва)                | 22 | 16  | 3 | 3   | 115 | 54  | 35 |
| 3  | «Сокіл» (Київ)               | 22 | 12  | 2 | 8   | 78  | 63  | 26 |
| 4  | «Хімік» (Воскресенськ)       | 22 | 11  | 4 | 7   | 74  | 66  | 26 |
| 5  | СКА (Ленінград)              | 22 | 9   | 3 | 10  | 58  | 75  | 21 |
| 6  | «Торпедо» (Горький)          | 22 | 8   | 4 | 10  | 61  | 80  | 20 |
| 7  | «Спартак» (Москва)           | 22 | 8   | 3 | 11  | 67  | 73  | 19 |
| 8  | «Динамо» (Рига)              | 22 | 7   | 5 | 10  | 63  | 71  | 19 |
| 9  | «Іжсталь» (Устинов)          | 22 | 9   | 1 | 12  | 68  | 88  | 19 |
| 10 | «Крила Рад» (Москва)         | 22 | 6   | 4 | 12  | 73  | 96  | 16 |
| 11 | «Трактор» (Челябінськ)       | 22 | 4   | 8 | 10  | 47  | 62  | 16 |
| 12 | «Автомобіліст» (Свердловськ) | 22 | 2   | 4 | 16  | 72  | 109 | 8  |

### Третє коло
| 23 тур 15 січня 1985 |

| «Сокіл» (Київ) | 1 : 6 | «Торпедо» (Горький)                                               |
| -------------- | ----- | ----------------------------------------------------------------- |
| Дьомін 13      |       | Водоп'янов 9 Торгаєв 40 Кунін 48 Пресняков 54 Ковін 54 Кудімов 58 |

| Палац спорту (Київ) Глядачів: 6 500 Арбітр: Барінов |

«Сокіл»: Шундров (Васильєв, 54); Сидоров — Горбушин, Ширяєв — Доніка, Ладигін — Менченков, Татаринов; Наріманов — Голубович — Шастін, Юлдашев — Куликов — Давидов, Степанищев — Дьомін — Земченко, Ісламов — Овчинников — Синьков.
| 24 тур 19 січня 1985 |

| «Динамо» (Москва)                                                              | 8 : 1 | «Сокіл» (Київ) |
| ------------------------------------------------------------------------------ | ----- | -------------- |
| А. Семенов 7, 41, 57 Яшин 6 Анферов 15 Зубрильчев 19 Борщевський 53 Варянов 60 |       | Овчинников 25  |

| Палац спорту (Москва) Глядачів: 4 000 Арбітр: Губернаторов |

«Сокіл»: Васильєв; Сидоров — Горбушин, Ширяєв — Доніка, Ладигін — Менченков, Татаринов — Васюнін; Наріманов — Голубович — Шастін, Юлдашев — Куликов — Давидов, Степанищев — Дьомін — Земченко, Ісламов — Овчинников — Синьков.
| 25 тур 22 січня 1985 |

| «Сокіл» (Київ)                                                                                 | 11 : 6 | «Динамо» (Рига)                                   |
| ---------------------------------------------------------------------------------------------- | ------ | ------------------------------------------------- |
| Юлдашев 15, 22, 41 Шастін 1, 22 Наріманов 11, 30 Давидов 19 Земченко 39 Єловиков 47 Синьков 56 |        | Шостак 30 Балдеріс 45, 52, 54 Знарок 50 Лубкін 56 |

| Палац спорту (Київ) Глядачів: 6 400 Арбітр: Резніков |

«Сокіл»: Шундров (Васильєв, 46—56); Васюнін — Горбушин, Ширяєв — Доніка, Ладигін — Менченков; Наріманов — Голубович — Шастін, Юлдашев — Куликов — Давидов, Степанищев — Дьомін — Земченко, Ісламов — Овчинников — Синьков, Єловиков.
| 26 тур 26 січня 1985 |

| ЦСКА (Москва)                                                     | 8 : 1 | «Сокіл» (Київ) |
| ----------------------------------------------------------------- | ----- | -------------- |
| Крутов 10, 26 Васильєв 18 Фетісов 22, 55 Ларіонов 40, 41 Зибін 53 |       | Синьков 51     |

| Палац спорту (Москва) Глядачів: 4 000 Арбітр: Захаров |

«Сокіл»: Шундров (Васильєв, 41); Васюнін — Горбушин, Ширяєв — Доніка, Ладигін — Менченков, Сидоров; Наріманов — Голубович — Синьков, Юлдашев — Куликов — Давидов, Степанищев — Дьомін — Земченко, Овчинников — Земко — Єловиков.
| 27 тур 29 січня 1985 |

| «Сокіл» (Київ)                                          | 6 : 2 | СКА (Ленінград)     |
| ------------------------------------------------------- | ----- | ------------------- |
| Наріманов 2, 10 Степанищев 38, 57 Ладигін 45 Юлдашев 48 |       | Лавров 37 Лапшин 56 |

| Палац спорту (Київ) Глядачів: 6 500 Арбітр: Галіахматов |

«Сокіл»: Шундров (Васильєв, 56); Васюнін — Горбушин, Ширяєв — Доніка, Ладигін — Менченков; Наріманов — Голубович — Шастін, Юлдашев — Куликов — Давидов, Степанищев — Дьомін — Земченко, Синьков — Овчинников — Єловиков.
| 28 тур 2 лютого 1985 |

| «Хімік» (Воскресенськ)                        | 5 : 1 | «Сокіл» (Київ) |
| --------------------------------------------- | ----- | -------------- |
| Ломакін 12, 60 Одинцов 24 Карпов 26 Брагін 45 |       | Синьков 14     |

| «Хімік» (Воскресенськ) Глядачів: 3 000 Арбітр: Федотов |

«Сокіл»: Шундров; Ширяєв — Доніка, Ладигін — Васюнін, Горбушин — Сидоров, Буценко; Наріманов — Голубович — Шастін, Юлдашев — Куликов — Давидов, Степанищев — Дьомін — Синьков, Овчинников, Єловиков.
| 29 тур 5 лютого 1985 |

| «Сокіл» (Київ)                     | 3 : 2 | «Спартак» (Москва)     |
| ---------------------------------- | ----- | ---------------------- |
| Юлдашев 17 Синьков 33 Наріманов 54 |       | Болдін 20 Кучеренко 24 |

| Палац спорту (Київ) Глядачів: 6 500 Арбітр: Федосєєв |

«Сокіл»: Шундров; Татаринов — Горбушин, Ширяєв — Доніка, Ладигін — Васюнін, Менченков; Наріманов — Голубович — Степанищев, Юлдашев — Куликов — Давидов, Шастін — Дьомін — Синьков, Ісламов — Овчинников — Єловиков.
| М | Команда                | І  | Пер | Н | Пор | ЗШ  | ПШ  | О  |
| - | ---------------------- | -- | --- | - | --- | --- | --- | -- |
| 1 | «Динамо» (Москва)      | 29 | 25  | 2 | 2   | 141 | 55  | 52 |
| 2 | ЦСКА (Москва)          | 29 | 22  | 4 | 3   | 157 | 65  | 48 |
| 3 | «Сокіл» (Київ)         | 29 | 15  | 2 | 12  | 102 | 100 | 32 |
| 4 | «Хімік» (Воскресенськ) | 29 | 13  | 6 | 10  | 95  | 96  | 32 |
| 5 | «Спартак» (Москва)     | 29 | 12  | 3 | 14  | 91  | 96  | 27 |
| 6 | «Торпедо» (Горький)    | 29 | 11  | 5 | 13  | 89  | 101 | 27 |
| 7 | «Динамо» (Рига)        | 29 | 8   | 6 | 15  | 84  | 109 | 22 |
| 8 | СКА (Ленінград)        | 29 | 9   | 3 | 17  | 69  | 111 | 21 |

### Четверте коло
| 30 тур 9 лютого 1985 |

| СКА (Ленінград)                   | 4 : 5 | «Сокіл» (Київ)                               |
| --------------------------------- | ----- | -------------------------------------------- |
| Головін 8 Лавров 26, 59 Іванов 51 |       | Наріманов 10, 48 Куликов 13, 50 Голубович 21 |

| «Ювілейний» (Ленінград) Глядачів: 3 000 Арбітр: Раскатов |

«Сокіл»: Шундров; Татаринов — Горбушин, Ширяєв — Доніка, Ладигін — Васюнін; Наріманов — Голубович — Шастін, Юлдашев — Куликов — Давидов, Степанищев — Дьомін — Земченко, Ісламов — Овчинников — Єловиков.
| 31 тур 12 лютого 1985 |

| «Сокіл» (Київ)                               | 4 : 10 | ЦСКА (Москва)                                                                                                |
| -------------------------------------------- | ------ | --- |
| Шастін 38 Наріманов 49 Земченко 51 Дьомін 60 |        | Касатонов 16 Дроздецький 18, 44 Хомутов ? Жлуктов 30 Нємчинов 37 Крутов 38 Ларіонов 40 Герасимов 47 Зибін 54 |

| Палац спорту (Київ) Глядачів: 6 700 Арбітр: Губернаторов |

«Сокіл»: Шундров (Васильєв, 38—44); Татаринов — Горбушин, Сидоров — Менченков, Ладигін — Васюнін, Буценко; Наріманов — Голубович — Шастін, Юлдашев — Куликов — Давидов, Степанищев — Дьомін — Земченко, Ісламов — Овчинников — Єловиков, Синьков.
| 32 тур 16 лютого 1985 |

| «Динамо» (Рига)        | 2 : 4 | «Сокіл» (Київ)                            |
| ---------------------- | ----- | ----------------------------------------- |
| Фроліков 47 Семеряк 60 |       | Наріманов 11, 18 Степанищев 24 Юлдашев 60 |

| Палац спорту (Рига) Глядачів: 5 000 Арбітр: Барінов |

«Сокіл»: Шундров; Татаринов — Горбушин, Сидоров — Менченков, Ладигін — Васюнін; Наріманов — Голубович — Шастін, Юлдашев — Куликов — Давидов, Степанищев — Дьомін — Земченко, Ісламов — Овчинников — Єловиков.
| 33 тур 19 лютого 1985 |

| «Сокіл» (Київ)                                                 | 5 : 5 | «Динамо» (Москва)                                           |
| -------------------------------------------------------------- | ----- | ----------------------------------------------------------- |
| Юлдашев 29 Земченко 35 Овчинников 35 Татаринов 48 Голубович 50 |       | Білялетдінов 8 Попугаєв 28 Зубрильчев 43 Яшин 51 Анферов 57 |

| Палац спорту (Київ) Глядачів: 6 700 Арбітр: Федотов |

«Сокіл»: Шундров; Татаринов — Горбушин, Сидоров — Менченков, Ладигін — Васюнін; Наріманов — Голубович — Шастін, Юлдашев — Куликов — Давидов, Степанищев — Дьомін — Земченко, Ісламов — Овчинников — Єловиков.
| 34 тур 23 лютого 1985 |

| «Спартак» (Москва)                    | 4 : 4 | «Сокіл» (Київ)                        |
| ------------------------------------- | ----- | ------------------------------------- |
| Тюменєв 2 Шепелєв 5 Кожевников 20, 34 |       | Давидов 11 Наріманов 18, 60 Дьомін 31 |

| МСК (Москва) Глядачів: 5 000 Арбітр: Кузнецов |

«Сокіл»: Шундров; Татаринов — Горбушин, Сидоров — Менченков, Ладигін — Васюнін; Наріманов — Голубович — Шастін, Юлдашев — Куликов — Давидов, Степанищев — Дьомін — Земченко, Ісламов — Овчинников — Єловиков, Синьков.
| 35 тур 26 лютого 1985 |

| «Сокіл» (Київ)                                                              | 7 : 1 | «Хімік» (Воскресенськ) |
| --------------------------------------------------------------------------- | ----- | ---------------------- |
| Дьомін 17 Ісламов 18 Менченков 19 Овчинников 24 Наріманов 29, 48 Давидов 49 |       | Баженов 39             |

| Палац спорту (Київ) Глядачів: 6 700 Арбітр: Губернаторов |

«Сокіл»: Шундров (Васильєв, 59); Татаринов — Горбушин, Сидоров — Менченков, Ладигін — Васюнін, Ширяєв; Наріманов — Голубович — Шастін, Юлдашев — Куликов — Давидов, Степанищев — Дьомін — Земченко, Ісламов — Овчинников — Синьков.
| 36 тур 2 березня 1985 |

| «Торпедо» (Горький)                     | 3 : 3 | «Сокіл» (Київ)                |
| --------------------------------------- | ----- | ----------------------------- |
| Доброхотов 11 Варнаков 19 Водоп'янов 28 |       | Шастін 1 Дьомін 23 Синьков 34 |

| Палац спорту (Горький) Глядачів: 4 300 Арбітр: В. Козін |

«Сокіл»: Шундров; Татаринов — Горбушин, Ширяєв — Доніка, Сидоров — Менченков, Ладигін — Васюнін; Наріманов — Голубович — Шастін, Юлдашев — Куликов — Давидов, Степанищев — Дьомін — Земченко, Єловиков — Овчинников — Синьков.
| М | Команда                | І  | Пер | Н | Пор | ЗШ  | ПШ  | О  |
| - | ---------------------- | -- | --- | - | --- | --- | --- | -- |
| 1 | «Динамо» (Москва)      | 36 | 29  | 4 | 3   | 178 | 80  | 62 |
| 2 | ЦСКА (Москва)          | 36 | 28  | 5 | 3   | 194 | 84  | 61 |
| 3 | «Сокіл» (Київ)         | 36 | 18  | 5 | 13  | 134 | 129 | 41 |
| 4 | «Хімік» (Воскресенськ) | 36 | 16  | 6 | 14  | 119 | 125 | 38 |
| 5 | «Торпедо» (Горький)    | 36 | 15  | 7 | 14  | 119 | 123 | 37 |
| 6 | «Спартак» (Москва)     | 36 | 12  | 6 | 18  | 111 | 126 | 30 |
| 7 | СКА (Ленінград)        | 36 | 10  | 4 | 22  | 93  | 145 | 24 |
| 8 | «Динамо» (Рига)        | 36 | 9   | 6 | 21  | 108 | 149 | 24 |

### За 1-3 місця
| 37 тур 6 березня 1985 |

| «Сокіл» (Київ) | 1 : 2 | «Динамо» (Москва)      |
| -------------- | ----- | ---------------------- |
| Юлдашев 43     |       | Варянов 47 Первухін 50 |

| Палац спорту (Київ) Глядачів: 3 000 Арбітр: Губернаторов |

«Сокіл»: Шундров; Татаринов — Горбушин, Ширяєв — Доніка, Сидоров — Менченков, Ладигін — Васюнін; Наріманов — Голубович — Шастін, Юлдашев — Куликов — Давидов, Степанищев — Дьомін — Земченко, Єловиков — Овчинников — Синьков.
«Динамо» М: Мишкін; Білялетдінов — Первухін, Глушенков — Микульчик, Паюсов — Сліпченко; Шкурдюк — Варянов — Фахрутдінов, Зубрильчев — Анфьоров — Яшин, Шашов — Антипов — Попугаєв.
| 38 тур 8 березня 1985 |

| ЦСКА (Москва)                                                                  | 8 : 4 | «Сокіл» (Київ)                        |
| ------------------------------------------------------------------------------ | ----- | ------------------------------------- |
| Фетісов 1 Хомутов 3 Биков 9 Касатонов 21, 50 Ларіонов 53 Зибін 54 Герасимов 57 |       | Юлдашев 4, 45 Степанищев 14 Ширяєв 41 |

| МСА (Москва) Глядачів: 5 000 Арбітр: Федотов |

«Сокіл»: Шундров (Васильєв, 55); Татаринов — Горбушин, Ширяєв — Доніка, Сидоров — Менченков, Ладигін — Буценко; Наріманов — Голубович — Шастін, Юлдашев — Куликов — Давидов, Степанищев — Дьомін — Земченко, Ісламов — Овчинников — Єловиков.
ЦСКА:Тижних; Касатонов — В. Фетісов, Зубков — Константинов, Стариков — Стельнов, Гусаров — С. Гімаєв; Макаров — Ларіонов — Крутов, А. Фетісов — І. Гімаєв — Зибін, Васильєв — Биков — Хомутов, Герасимов — Жлуктов — Нємчинов.
| 39 тур 19 березня 1985 |

| «Сокіл» (Київ)                       | 4 : 6 | ЦСКА (Москва)                                              |
| ------------------------------------ | ----- | ---------------------------------------------------------- |
| Юлдашев 5, 10 Овчинников 6 Шастін 57 |       | Хомутов 2 Зубков 23 Герасимов 30, 37 Крутов 35 Нємчинов 44 |

| Палац спорту (Київ) Глядачів: 6 700 Арбітр: Карандін |

«Сокіл»: Шундров; Татаринов — Горбушин, Ширяєв — Доніка, Сидоров — Менченков, Ладигін — Васюнін; Наріманов — Голубович — Шастін, Юлдашев — Куликов — Давидов, Степанищев — Дьомін — Земченко, Ісламов — Овчинников — Єловиков.
| 40 тур 21 березня 1985 |

| «Динамо» (Москва)                                         | 6 : 1 | «Сокіл» (Київ) |
| --------------------------------------------------------- | ----- | -------------- |
| Яшин 2 Зубрильчев 8, 10 Свєтлов 15 Первухін 19 Антипов 24 |       | Давидов 57     |

| Палац спорту (Москва) Глядачів: 1 000 Арбітр: Федотов |

«Сокіл»: Шундров (Васильєв, 28); Татаринов — Горбушин, Ширяєв — Доніка, Сидоров — Менченков, Ладигін — Васюнін; Наріманов — Голубович — Шастін, Юлдашев — Куликов — Давидов, Степанищев — Дьомін — Земченко, Синьков — Овчинников — Єловиков.
«Динамо» М: Мишкін; Білялетдінов — Первухін, Вожаков — Попихін, Глушенков — Микульчик, Паюсов; Зубрильчев — Варянов — Фахрутдінов, Свєтлов — Антипов — Яшин, Акулінін — Шашов — Вахрушев, Попугаєв, Анфьоров.
| М | Команда           | І  | Пер | Н | Пор | ЗШ  | ПШ  | О  |
| - | ----------------- | -- | --- | - | --- | --- | --- | -- |
| 1 | ЦСКА (Москва)     | 40 | 31  | 6 | 3   | 221 | 95  | 68 |
| 2 | «Динамо» (Москва) | 40 | 31  | 5 | 4   | 189 | 95  | 67 |
| 3 | «Сокіл» (Київ)    | 40 | 18  | 5 | 17  | 144 | 151 | 41 |

### Склад команди
Бронзові нагороди отримали спортсмени, які в чемпіонаті СРСР провели не менше двадцяти матчів.
Серед гравців команд першої трійки найбільшу кількість шайб закинули киянин Микола Наріманов і Сергій Макаров (ЦСКА) — по 26. Михайло Татаринов набрав найбільшу кількість штрафних хвилин серед медалістів першості.
| №  | Гравець            | Дата народження | І  | Г    | П | 0 | Штр |
| -- | ------------------ | --------------- | -- | ---- | - | - | --- |
| 22 | Юрій Шундров       | 06.06.1956      | 39 | 120п |   |   | 4   |
| 30 | Олександр Васильєв | 24.04.1964      | 15 | 30п  |   |   | 2   |

| №  | Гравець             | Дата народження | І  | Г | П | 0  | Штр |
| -- | ------------------- | --------------- | -- | - | - | -- | --- |
| 2  | Вадим Буценко       | 13.07.1965      | 3  | 0 | 0 | 0  | 0   |
| 3  | Олександр Менченков | 19.01.1958      | 37 | 1 | 4 | 5  | 16  |
| 4  | Анатолій Доніка     | 20.06.1960      | 32 | 1 | 3 | 4  | 18  |
| 5  | Сергій Горбушин     | 20.05.1957      | 40 | 3 | 5 | 8  | 16  |
| 6  | Олег Васюнін        | 11.04.1959      | 32 | 0 | 9 | 9  | 8   |
| 12 | Валерій Сидоров     | 15.07.1959      | 32 | 1 | 0 | 1  | 14  |
| 14 | Валерій Ширяєв      | 26.08.1963      | 36 | 2 | 8 | 10 | 34  |
| 24 | Микола Ладигін      | 20.05.1954      | 39 | 3 | 7 | 10 | 18  |
| 25 | Михайло Татаринов   | 16.07.1966      | 34 | 3 | 6 | 9  | 54  |

| №  | Гравець             | Дата народження | І  | Г  | П  | 0  | Штр |
| -- | ------------------- | --------------- | -- | -- | -- | -- | --- |
| 7  | Андрій Овчинников   | 01.05.1961      | 38 | 4  | 4  | 8  | 8   |
| 9  | Андрій Земко        | 28.05.1961      | 13 | 2  | 1  | 3  | 6   |
| 10 | Сергій Земченко     | 31.05.1961      | 35 | 6  | 2  | 8  | 18  |
| 11 | Анатолій Степанищев | 29.01.1961      | 39 | 8  | 9  | 17 | 21  |
| 13 | Володимир Єловиков  | 21.05.1966      | 36 | 2  | 5  | 7  | 0   |
| 15 | Анатолій Дьомін     | 15.01.1954      | 37 | 10 | 6  | 16 | 22  |
| 17 | Раміль Юлдашев      | 05.09.1961      | 40 | 21 | 0  | 21 | 22  |
| 18 | Микола Наріманов    | 10.04.1958      | 40 | 26 | 5  | 31 | 18  |
| 19 | Олег Ісламов        | 05.08.1953      | 31 | 4  | 1  | 5  | 6   |
| 21 | Сергій Давидов      | 20.04.1957      | 40 | 14 | 9  | 23 | 6   |
| 23 | Євген Шастін        | 14.07.1960      | 39 | 12 | 12 | 24 | 12  |
| 26 | Олег Синьков        | 06.03.1965      | 14 | 5  | 1  | 6  | 6   |
| 27 | Володимир Голубович | 02.07.1954      | 38 | 10 | 4  | 14 | 8   |
| 29 | Олександр Куликов   | 10.02.1955      | 40 | 6  | 18 | 24 | 12  |

Старший тренер — Анатолій Богданов; тренери — Броніслав Самович, Олександр Фадєєв.

### Статистика
Тур за туром:
Домашні матчі:
Матчі на виїзді:

## ШВСМ
Фарм-клуб ШВСМ виступав у західній зоні другої ліги:
| М  | Команда | І | Пер | Н | Пор | ЗШ | ПШ | О |
| -- | ------- | - | --- | - | --- | -- | -- | - |
| 1  | «»      |   |     |   |     |    |    |   |
| 2  | «»      |   |     |   |     |    |    |   |
| 3  | «»      |   |     |   |     |    |    |   |
| 4  | «»      |   |     |   |     |    |    |   |
| 5  | «»      |   |     |   |     |    |    |   |
| 6  | «»      |   |     |   |     |    |    |   |
| 7  | «»      |   |     |   |     |    |    |   |
| 8  | «»      |   |     |   |     |    |    |   |
| 9  | «»      |   |     |   |     |    |    |   |
| 10 | «»      |   |     |   |     |    |    |   |
| 11 | «»      |   |     |   |     |    |    |   |
| 12 | «»      |   |     |   |     |    |    |   |
| 13 | «»      |   |     |   |     |    |    |   |
| 14 | «»      |   |     |   |     |    |    |   |

За київську команду виступали:
| № | Гравець            | Дата народження | І | Г | П | 0 | Штр |
| - | ------------------ | --------------- | - | - | - | - | --- |
|   | Костянтин Гаврилов | 1957            |   |   |   |   |     |
|   | Павло Михоник      | 12.07.1966      |   |   |   |   |     |
|   | Валентин Романенко | 1959            |   |   |   |   |     |

| № | Гравець            | Дата народження | І | Г  | П  | 0  | Штр |
| - | ------------------ | --------------- | - | -- | -- | -- | --- |
|   | Андрій Андрєєв     | 1968            |   | 1  | 0  | 1  |     |
|   | Вадим Бут          | 1965            |   | 6  | 5  | 11 |     |
|   | Вадим Буценко      | 1965            |   | 3  | 5  | 8  |     |
|   | Олег Кипта         | 1964            |   | 0  | 0  | 0  |     |
|   | Володимир Кирик    | 1967            |   | 7  | 3  | 10 |     |
|   | Олег Кондратюк     | 1965            |   | 0  | 0  | 0  |     |
|   | Андрій Коршунов    | 22.05.1965      |   | 0  | 0  | 0  |     |
|   | Сергій Кугута      | 1964            |   | 0  | 0  | 0  |     |
|   | Ігор Нікулін       | 1959            |   | 11 | 10 | 21 |     |
|   | В'ячеслав Павленко | 1968            |   | 4  | 4  | 8  |     |

| № | Гравець              | Дата народження | І | Г  | П  | 0  | Штр |
| - | -------------------- | --------------- | - | -- | -- | -- | --- |
|   | Михайло Андрущенко   | 1958            |   | 7  | 3  | 10 |     |
|   | Валерій Ботвинко     | 1964            |   | 56 | 19 | 75 |     |
|   | Василь Василенко     | 1967            |   | 2  | 2  | 4  |     |
|   | Григорій Грушецький  | 1957            |   | 0  | 0  | 0  |     |
|   | Андрій Земко         | 1961            |   | 8  | 4  | 12 |     |
|   | Анатолій Зоров       | 1967            |   | 6  | 6  | 12 |     |
|   | Ігор Калінін         | 1966            |   | 0  | 0  | 0  |     |
|   | Геннадій Котенок     | 1966            |   | 5  | 2  | 7  |     |
|   | Олексій Кузнецов     | 1967            |   | 22 | 19 | 41 |     |
|   | Олег Мудров          | 1964            |   | 11 |    |    |     |
|   | Олег Нікулін         | 1959            |   | 11 | 3  | 14 |     |
|   | Олексій Олексієнко   | 1965            |   | 9  | 3  | 12 |     |
|   | Борис Пушкарьов      | 1956            |   | 22 | 32 | 54 |     |
|   | Вадим Сибірко        | 11.04.1953      |   | 30 | 32 | 62 |     |
|   | Ігор Сливинський     | 1968            |   | 1  | 2  | 3  |     |
|   | Андрій Терпиловський | 1962            |   | 0  | 0  | 0  |     |
|   | Олег Туришев         | 1964            |   | 7  | 3  | 10 |     |
|   | Сергій Успенський    | 1963            |   | 0  | 0  | 0  |     |
|   | Ігор Чибирєв         | 1968            |   | 6  | 1  | 7  |     |
|   | Юрій Цепилов         | 1964            |   | 11 | 1  | 12 |     |
|   | Ігор Юрченко         | 1966            |   | 1  | 1  | 2  |     |

Старший тренер — Володимир Андрєєв; тренер — Олександр Сеуканд.

## Молодіжна команда
Фінальна частина молодіжного чемпіонату СРСР проходила у місті Андропов Ярославської області з 19 по 28 квітня 1985 року.
| М | Команда                       | І | Пер | Н | Пор | ЗШ | ПШ | О |
| - | ----------------------------- | - | --- | - | --- | -- | -- | - |
| 1 | ЦСКА (Москва)                 |   |     |   |     |    |    |   |
| 2 | «Сокіл» (Київ)                |   |     |   |     |    |    |   |
| 3 | «Спартак» (Москва)            |   |     |   |     |    |    |   |
| 4 | «Трактор» (Челябінськ)        |   |     |   |     |    |    |   |
| 5 | «Динамо» (Москва)             |   |     |   |     |    |    |   |
| 6 | «Торпедо» (Усть-Каменогорськ) |   |     |   |     |    |    |   |
| 7 | «Юність» (Мінськ)             |   |     |   |     |    |    |   |
| 8 | «Молот» (Перм)                |   |     |   |     |    |    |   |

Склад «Сокола» у вирішальних матчах:
Воротарі:
- Павло Михоник (1966)
- Євген Бруль (1967)

Польові гравці:
- Володимир Кирик (1967)
- В'ячеслав Павленко (1968)
- Ігор Анікєєв (1967)
- Олег Герасименко (1967)
- Роман Севастьянов (1967)
- Михайло Татаринов (1966)
- Олексій Кузнецов (1967)
- Анатолій Зоров (1967)
- Ігор Юрченко (1966)
- Василь Василенко (1967)
- Володимир Єловиков (1966)
- Руслан Астахов (1967)
- Сергій Очкін (1967)
- Ігор Сливинський (1968)
- Геннадій Котенок (1966)
- Дмитро Христич (1969)
- Ігор Чибирєв (1968)
- Сергій Корзун (1967)

Тренери: Анатолій Ніколаєв, Віктор Чибирєв.

## Юніори
Команда юніорів київського «Сокола» не змогла подолати бар'єр кваліфікації. У відборі грали:
Воротарі:
- Роман Нашенко (1968)
- Станіслав Гомоля (1968)

Польові гравці:
- Олександр Богданов (1968)
- Олександр Трошин (1968)
- В'ячеслав Павленко (1968)
- Юрій Джангирян (1968)
- Ігор Чибирєв (1968)
- Михайло Колпаков (1968)
- Андрій Сидоров (1969)
- Вадим Зайцев (1968)
- Микола Новіков (1968)
- Олександр Петрухно (1968)
- Олексій Юдін
- Олег Немченко (1968)
- Олександр Ковтун (1968)
- Дмитро Христич (1969)
- Дмитро Петченко (1968)
- Андрій Крейда (1968)
- Петро Бризжатий (1968)

Фінальна частина проходила в Уфі з 28 березня по 6 квітня 1985 року.
| М | Команда                       | І | Пер | Н | Пор | ЗШ | ПШ | О |
| - | ----------------------------- | - | --- | - | --- | -- | -- | - |
| 1 | СК ім. Салавата Юлаєва (Уфа)  |   |     |   |     |    |    |   |
| 2 | «Динамо» (Москва)             |   |     |   |     |    |    |   |
| 3 | «Торпедо» (Усть-Каменогорськ) |   |     |   |     |    |    |   |
| 4 | ЦСКА (Москва)                 |   |     |   |     |    |    |   |
| 5 | «Динамо» (Харків)             |   |     |   |     |    |    |   |
| 6 | «Юність» (Мінськ)             |   |     |   |     |    |    |   |
| 7 | «Кристал» (Саратов)           |   |     |   |     |    |    |   |
| 8 | «Шахтар» (Прокоп'євськ)       |   |     |   |     |    |    |   |